# Serhiy Sobko
Serhiy Stanislavovytch Sobko (né le 11 juillet 1984 à Lityn, dans l'oblast de Vinnytsia) est un général de brigade des forces armées ukrainiennes. Après avoir commandé de 2017 à 2019 la 128e brigade d'assaut de montagne, il est en 2022 chef d'état-major et commandant adjoint de la force de défense territoriale ukrainienne.

## Biographie
Serhiy Sobko est né le 11 juillet 1984 dans le village de Lityn, dans l'oblast de Vinnytsia, d'un père professeur d'informatique et d'une mère infirmière. Après avoir effectué sa scolarité dans son village natal, Sobko s'engage dans l'armée ukrainienne. Il sort diplômé de l'académie militaire d'Odessa en 2005.
Après la fin de sa formation d'officier, il est affecté à la 30e brigade d'infanterie mécanisée du 8e corps d'armée. Dans cette unité basée à Novohrad-Volynskyi, Serhiy Sobko passe de chef de peloton à commandant-adjoint de la brigade en quelques années.
En 2007-2008, il est déployé au Kosovo dans le cadre de la Mission d'administration intérimaire des Nations unies au Kosovo. Toujours dans les années 2000, Sobko suit un certain nombre de stages à l'étranger : apprentissage de l'anglais au Canada, guerre en situation hivernale en Norvège, stage d'officier observateur en Allemagne, ou encore stage d'organisation et de tactique de combats pour officier d'infanterie aux États-Unis.
En 2014, Sobko est inscrit à un cours dispensé au Command and General Staff College, une école pour officiers supérieurs américains, mais le déclenchement de la guerre du Donbass l'empêche d'y assister.

### Guerre russo-ukrainienne
Au début de la guerre russo-ukrainienne, Serhiy Sobko est major, toujours dans la 30e brigade d'infanterie mécanisée. Dès juillet 2014, il est présent dans ce que l'Ukraine nomme officiellement la zone d'opération anti-terroriste : les territoires contrôlés par les séparatistes pro-russes dans les oblasts de Donetsk et de Louhansk.
Le 27 juillet 2014, Serhiy Sobko mène un groupe tactique de bataillon avec des parachutistes de la 95e brigade d'assaut aérien pour enlever aux séparatistes la position stratégique de Saour-Mogyla.
Au cours des deux années suivants, Sobko combat dans les environs de Louhansk et de Debaltseve et est promu lieutenant-colonel.
Après deux ans au front, Sobko part finalement étudier au Command and Staff College de l'armée américaine. A son retour en août 2017, il prend le commandement de la 128e brigade d'assaut de montagne, avant d'être promu colonel moins d'un an plus tard. En 2020-2021 il émet publiquement des critiques contre les forces armées ukrainiennes, qu'il accuse de conserver des traces de « soviétisme » dans leur fonctionnement.
Serhiy Sobko devient en janvier 2022 le chef d'état-major de la Force de défense territoriale ukrainienne nouvellement unifiées. En tant que tel, il est le commandant militaire de Kiev pendant l'offensive russe sur la ville en février et mars 2022, après le lancement de l'invasion russe de l'Ukraine. Il est promu général de brigade le 23 mars 2022.